# Because of the Times
Pour les articles homonymes, voir Because (homonymie).
Albums de Kings of Leon
Aha Shake Heartbreak
(2004) Only by the Night
(2008)
Singles
1. On Call
Sortie : 27 mars 2007
2. Fans
Sortie : 9 juillet 2007
3. Charmer
Sortie : 29 octobre 2007

Because of the Times est le troisième album du groupe américain de rock alternatif Kings of Leon, publié le  30 mars 2007 en Australie et en Irlande, le 2 avril 2007 au Royaume-Uni et le 3 avril 2007 aux États-Unis, par RCA Records.
Il est plus sombre que les 2 précédents.

## Liste des chansons
Toutes les chansons sont écrites et composées par Kings of Leon.
| No  | Titre           | Durée |
| --- | --------------- | ----- |
| 1.  | Knocked Up      | 7:10  |
| 2.  | Charmer         | 2:57  |
| 3.  | On Call         | 3:21  |
| 4.  | McFearless      | 3:09  |
| 5.  | Black Thumbnail | 3:59  |
| 6.  | My Party        | 4:10  |
| 7.  | True Love Way   | 4:02  |
| 8.  | Ragoo           | 3:01  |
| 9.  | Fans            | 3:36  |
| 10. | The Runner      | 4:16  |
| 11. | Trunk           | 3:57  |
| 12. | Camaro          | 3:06  |
| 13. | Arizona         | 4:50  |